# Synhomelix annulicornis
Synhomelix annulicornis är en skalbaggsart som först beskrevs av Louis Alexandre Auguste Chevrolat 1855.  Synhomelix annulicornis ingår i släktet Synhomelix och familjen långhorningar.
Artens utbredningsområde är:
- Angola.
- Gabon.
- Nigeria.
- Sierra Leone.
- Togo.

Inga underarter finns listade i Catalogue of Life.